# Amaurornis isabellina
La gallineta isabelina o gallineta Isabel  (Amaurornis isabellina) es una rállida grande, de hasta 40 cm de largo, y de color rojizo y marrón.

## Descripción
El término isabelino se refiere a la coloración. Es el miembro más grande del género Amaurornis. Ambos sexos son similares, con plumaje marrón oliva, factura de color verde pálido, patas de color marrón verdoso y rojizo por debajo. La llamada es un fuerte "tak-tak-tak-tak".

## Hábitat y estado de conservación
Endémico de Indonesia, la gallineta isabelina se limita a los pastizales cercanos a las aguas y las tierras bajas de Sulawesi.
Difundida por todo su hábitat natural, la gallineta isabelina  es evaluada como especie bajo preocupación menor en la lista roja de especies amenazadas de la UICN.